# 코페역
코페역(프랑스어: Gare de Coppet)은 스위스 보주의 코페 지자체에 있는 기차역이다. 스위스 연방 철도의 표준궤 로잔-제네바선의 중간 정류장이다.

## 운행편
다음 서비스는 코페에서 정차한다.
- 레기오익스프레스 : 안마스와 브베 사이를 30분 간격으로 운행하며, 다른 모든 열차는 브베에서 생모리스까지 계속 운행한다.
- 레만 익스프레스 L1/L2/L3/L44 : 제네바-코르나방을 경유하여 안마스까지 15분마다, 안시까지 1시간마다, 에비앙-레뱅 및 생제르베-레뱅-레파예까지 2시간마다 운행한다.